# Liste der Monuments historiques in Deneuvre
Die Liste der Monuments historiques in Deneuvre führt die Monuments historiques in der französischen Gemeinde Deneuvre auf.

## Liste der Immobilien
| Bezeichnung                                             | Beschreibung                                                                                       | Standort                 | Kennzeichnung | Schutzstatus   | Datum | Bild           |
| ------------------------------------------------------- | -------------------------------------------------------------------------------------------------- | ------------------------ | ------------- | -------------- | ----- | -------------- |
| Kirche St-Rémy                                          | 1747 erbaut                                                                                        | Rue de l’Église (Lage)   | PA00106021    | Classé Inscrit | 1978  | weitere Bilder |
| Tour du Bacha                                           | Ruine eines gallorömischen Turms                                                                   | Rue du Bacha (Lage)      | PA54000017    | Inscrit        | 2000  | weitere Bilder |
| Archäologischer Fundplatz Heiligtum von Premier Silorit | gallorömisches Herkulesheiligtum und Handwerkersiedlung Danobriga, zweites bis viertes Jahrhundert | südlich des Ortes (Lage) | PA54000013    | Inscrit        | 1998  | weitere Bilder |

## Liste der Objekte
| Bezeichnung                       | Beschreibung                                                  | Standort                     | Kennzeichnung | Schutzstatus | Datum | Bild |
| --------------------------------- | ------------------------------------------------------------- | ---------------------------- | ------------- | ------------ | ----- | ---- |
| Bilderrahmen                      | Holz und Blech, bemalt und vergoldet, 18. und 19. Jahrhundert | in der Kirche St-Rémy (Lage) | PM54001232    | Classé       | 2000  |      |
| Skulptur Christus trägt das Kreuz | Stein, farbig gefasst, 16. Jahrhundert                        | in der Kirche St-Rémy (Lage) | PM54000181    | Classé       | 1965  |      |
| Gemälde Taufe Chlodwigs           | Ölfarbe auf Leinwand, 18. Jahrhundert, von Jean Girardet      | in der Kirche St-Rémy (Lage) | PM54000173    | Classé       | 1908  |      |
| Skulptur Heiliger Rochus          | Stein, farbig gefasst, Anfang des 16. Jahrhunderts            | in der Kirche St-Rémy (Lage) | PM54000176    | Classé       | 1965  |      |
| Skulptur Heiliger Remigius        | Stein, farbig gefasst, 16. Jahrhundert                        | in der Kirche St-Rémy (Lage) | PM54000178    | Classé       | 1965  |      |
| Skulptur Heilige Barbara          | Stein, farbig gefasst, Anfang des 16. Jahrhunderts            | in der Kirche St-Rémy (Lage) | PM54000175    | Classé       | 1965  |      |
| Lesepult                          | Holz, bemalt, Ende des 18. Jahrhunderts                       | in der Kirche St-Rémy (Lage) | PM54000180    | Classé       | 1979  |      |
| Orgel                             | Haupteintrag für PM54000183                                   | in der Kirche St-Rémy (Lage) | PM54001298    | Classé       | 1982  |      |
| Orgelprospekt und -empore         | aus der ersten Hälfte des 18. Jahrhunderts                    | in der Kirche St-Rémy (Lage) | PM54000183    | Classé       | 1982  |      |
| Schrank für liturgische Gewänder  | Eichenholz, 18. Jahrhundert                                   | in der Kirche St-Rémy (Lage) | PM54001498    | Inscrit      | 2002  |      |
| Pietà                             | Stein, farbig gefasst, 16. Jahrhundert                        | in der Kirche St-Rémy (Lage) | PM54000182    | Classé       | 1965  |      |
| Skulptur Madonna mit Kind         | Nussbaumholz, farbig gefasst, 16. Jahrhundert                 | in der Kirche St-Rémy (Lage) | PM54000174    | Classé       | 1965  |      |
| Drei Kronleuchter                 | Kristallglas, 19. Jahrhundert                                 | in der Kirche St-Rémy (Lage) | PM54000177    | Classé       | 1965  |      |
| Skulptur Heiliger Wolfgang        | Stein, farbig gefasst, 16. Jahrhundert                        | in der Kirche St-Rémy (Lage) | PM54000179    | Classé       | 1965  |      |